# Семенцов, Иван Михайлович
Иван Михайлович Семенцов (14 января 1930 — ?) — советский деятель, секретарь Волынского областного комитета КПУ, председатель колхоза имени Ленина Гороховского района Волынской области. Кандидат экономических наук (1974). Герой Социалистического Труда (8.04.1971).

## Биография
Образование высшее. Член КПСС.
В 1960-х — после 1975 года — председатель колхоза «30 лет Советской Украины» Волынской области, председатель колхоза имени Ленина Гороховского района Волынской области.
В 1979 — январь 1984 года — 1-й секретарь Гороховского районного комитета КПУ Волынской области.
9 января 1984 — 3 ноября 1988 года — секретарь Волынского областного комитета КПУ по вопросам сельского хозяйства.
С ноября 1988 года — на пенсии по состоянию здоровья. Проживал в городе Киеве.

## Награды
- Герой Социалистического Труда (8.04.1971)
- орден Ленина (8.04.1971)
- орден Октябрьской Революции (22.12.1977)
- орден Трудового Красного Знамени (08.12.1973)
- орден «Знак Почёта» (22.03.1966)
- медали